# Attila Valter
Pour les articles homonymes, voir Valter.
Attila Valter, né le 12 juin 1998 à Csömör, est un coureur cycliste hongrois. Lors du Tour d'Italie 2021, il devient le premier Hongrois à porter le maillot rose.

## Biographie

### Jeunesse et carrière amateur
Le père d'Attila Valter, Tibor, est un ancien cycliste, qui est devenu entraîneur. Attila Valter commence par le VTT avec le rêve de participer aux Jeux olympiques dans cette discipline. En 2015 et 2016, il devient champion de Hongrie de cross-country juniors (moins de 19 ans). Il est troisième du championnat « élite » en 2017. Cependant, il s'est vite rendu compte qu'en Hongrie les possibilités de pratiquer le VTT sont limitées. C'est pourquoi il est passé au cyclisme sur route. 
En 2018, il intègre la nouvelle équipe continentale hongroise Pannon. Au mois de mars, il se classe cinquième d'une étape de l'Istrian Spring Trophy. En juin, il devient champion de Hongrie sur route espoirs et champion de Hongrie du contre-la-montre espoirs (moins de 23 ans).
Lors de la saison 2019, il rejoint l'équipe CCC Development Team. Il devient champion de Hongrie du contre-la-montre et se classe cinquième du Tour d'Alsace. Régulier sur les courses qu'il dispute cette saison-là, il remporte le Grand Prix de Gemenc I, ainsi qu'une étape de l'Istrian Spring Trophy et du Tour de l'Avenir.

### 2020: passage chez les professionnels
Le 25 novembre 2019, Attila Valter fait son entrée dans le World Tour en devenant le 28e et dernier coureur à venir compléter l'effectif de l'équipe CCC. Il se distingue dès février sur les routes du Tour des Alpes-Maritimes et du Var : 5e de la première étape, vainqueur du classement du meilleur jeune et 10e au classement général. Du fait de la pandémie de Covid-19, il n'épingle un dossard que cinq mois plus tard sur le Tour de Burgos où son coéquipier Víctor de la Parte prend la 12e place du général. Le 12 août, il termine 10e du Tour du Piémont et prend part à son premier Tour de Lombardie trois jours plus tard, dans lequel il termine hors-délais.
Dans l'édition 2020 des championnats de Hongrie, il est seulement devancé par Barnabás Peák sur l'épreuve de contre-la-montre ; avant de briller sur son tour national : vainqueur de la cinquième étape, du classement général devant Quinn Simmons et Damien Howson et du classement de la montagne,. Le 27 septembre, il est le seul représentant de la Hongrie lors de la course en ligne des championnats du monde. En octobre, il participe à son premier grand tour, le Tour d'Italie, décrochant une neuvième place sur la 20e étape entre Alba et Sestrières et une 27e place au classement final.

### 2021-2022: chez Groupama-FDJ
L'équipe CCC disparaissant, Attila Valter rejoint l'équipe française Groupama-FDJ pour la saison 2021, elle qui souhaitait déjà le recruter la saison précédente. Il débute sous ses nouvelles couleurs sur le Tour des Émirats arabes unis, puis il enchaîne par le Tour de Catalogne où il réalise deux tops 10 : 8e de la cinquième et 3e de la dernière étape. Son équipe l'aligne sur le Tour d'Italie où il doit servir d'équipier pour Thibaut Pinot qui est finalement forfait. Grâce à l'échappée victorieuse prise lors de la 4e étape (remportée par Joe Dombrowski), Attila Valter récupère le maillot blanc du meilleur jeune, avec 24, 28 et 39 secondes d'avance sur Aleksandr Vlasov, Remco Evenepoel et Egan Bernal, tous trois favoris à la victoire finale. Lors de la 6e étape, s'achevant à Ascoli et remportée par Gino Mäder, il s'empare du maillot rose de leader, une première pour un Hongrois. Il conserve le maillot blanc et le maillot rose durant cinq et trois jours respectivement, avant de les céder sur la 9e étape au grand favori à la victoire finale, le Colombien Egan Bernal ; qui parvient à les conserver jusqu'à l'arrivée finale à Milan. Valter se classe finalement 14e du classement final du Giro. En juin, il est deuxième du championnat de Hongrie du contre-la-montre. Le mois suivant, il abandonne la course en ligne des Jeux olympiques de Tokyo. Après une deuxième partie de saison 2021 sans résultats notables, il termine sa saison en se classant 12e du Tour de Lombardie.
Pour sa seconde saison avec l'équipe française Groupama-FDJ, Attila Valter termine quatrième des Strade Bianche, cinquième du classement général du Tour des Alpes et s’adjuge le titre de champion de Hongrie sur route. Il prend part au Tour d'Italie, comme l’année précédente, mais ne termine qu’à une anecdotique 35e place. En fin de contrat, il annonce sa volonté de quitter la formation dirigée par Marc Madiot.

### 2023-: Jumbo-Visma
En août 2022, Jumbo-Visma annonce le recrutement d’Attila Valter pour les trois prochaines saisons, de 2023 à 2025.
Il commence sa saison 2023 à l'occasion du O Gran Camiño, où il effectue un travail remarqué pour son leader, vainqueur de trois étapes et du général et tenant du titre du Tour de France, Jonas Vingegaard.

## Vie privée
Il termine en 2021 un master sur les objets connectés utilisés dans le cyclisme.

## Caractéristiques
Attila Valter a un profil de grimpeur.

## Palmarès sur route

### Par année
| - 2016 - 2e du championnat de Hongrie de la montagne juniors - 2018 - Champion de Hongrie sur route espoirs - Champion de Hongrie du contre-la-montre espoirs - 9e du championnat d'Europe sur route espoirs - 2019 - Champion de Hongrie du contre-la-montre - 1re étape de l'Istrian Spring Trophy - Grand Prix de Gemenc I - 9e étape du Tour de l'Avenir - 2e de l'Istrian Spring Trophy - 2e du Bałtyk-Karkonosze Tour - 2e du Grand Prix de Gemenc II - 3e du Tour d'Antalya - 3e de Belgrade-Banja Luka - 3e du Tour de Hongrie - 3e du championnat de Hongrie sur route espoirs - 3e du championnat de Hongrie sur route - 2020 - Tour de Hongrie : - Classement général - 5e étape - 2e du championnat de Hongrie du contre-la-montre | - 2021 - 2e du championnat de Hongrie du contre-la-montre - 2022 - Champion de Hongrie sur route - 4e des Strade Bianche - 2023 - Champion de Hongrie sur route - Champion de Hongrie du contre-la-montre - 2e étape du Tour de Burgos (contre-la-montre par équipes) - 5e des Strade Bianche - 2024 - Champion de Hongrie sur route - 2e du championnat de Hongrie du contre-la-montre - 4e de la course en ligne des Jeux olympiques - 5e du Tour des Émirats arabes unis - 2025 - 2e du championnat de Hongrie du contre-la-montre |  |

### Résultats sur les grands tours

#### Tour d'Italie
4 participations
- 2020 : 27e
- 2021 : 14e,  maillot rose pendant 3 jours
- 2022 : 35e
- 2024 : 22e

#### Tour d'Espagne
2 participations
- 2023 : 22e
- 2024 : 25e

### Classements mondiaux
| Année                                 | 2017  | 2018 | 2019 | 2020 | 2021 | 2022 | 2023 | 2024 |
| ------------------------------------- | ----- | ---- | ---- | ---- | ---- | ---- | ---- | ---- |
| Classement mondial                    | 2470e | 693e | 161e | 148e | 240e | 127e | 112e | 85e  |
| UCI Europe Tour                       | 1618e | 415e | 133e | 122e | 205e | 104e | 91e  | 68e  |
|                                       |       |      |      |      |      |      |      |      |
| Légende : nc = non classéSource : UCI |       |      |      |      |      |      |      |      |

## Palmarès en VTT

### Championnats de Hongrie
- 2015
  -  Champion de Hongrie de cross-country juniors
- 2016
  -  Champion de Hongrie de cross-country juniors
- 2017
  - 3e du championnat de Hongrie du cross-country
- 2019
  - 2e du championnat de Hongrie du cross-country